# Siège du château de Tachibana
Le siège de Tachibana de 1569 est une des nombreuses batailles livrées pour contrôler l'île de Kyūshū durant l'époque Sengoku de l'histoire du Japon.
Mōri Motonari mène l'assaut contre le château de Tachibana du clan Ōtomo, tenu par Hetsugi Akitsura. Les Mōri, qui sont l'un des rares clans de l'époque Sengoku à faire un usage efficace ou généralisé du canon, utilisent ceux-ci pour assurer leur victoire.

## Source de la traduction
- (en) Cet article est partiellement ou en totalité issu de l’article de Wikipédia en anglais intitulé « Siege of Tachibana » (voir la liste des auteurs).